# Arrondissement de Nivelles
Arrondissement de Nivelles (franska: Nivelles) är ett arrondissement i Belgien.   Det ligger i provinsen Vallonska Brabant och regionen Vallonien, i den centrala delen av landet, 26 kilometer sydost om huvudstaden Bryssel. Antalet invånare är 379 515. Arean är 1 091 kvadratkilometer.
Terrängen i Arrondissement de Nivelles är platt.
Omgivningarna runt Arrondissement de Nivelles är en mosaik av jordbruksmark och naturlig växtlighet. Runt Arrondissement de Nivelles är det tätbefolkat, med 308 invånare per kvadratkilometer.

## Kommuner
Följande kommuner ingår i arrondissementet;

- Beauvechain
- Braine-l'Alleud
- Braine-le-Château
- Chastre
- Chaumont-Gistoux
- Court-Saint-Etienne
- Genappe
- Grez-Doiceau
- Hélécine
- Incourt
- Ittre
- Jodoigne
- La Hulpe
- Lasne
- Mont-Saint-Guibert
- Nivelles
- Orp-Jauche
- Ottignies-Louvain-la-Neuve
- Perwez
- Ramillies
- Rebecq
- Rixensart
- Tubize
- Villers-la-Ville
- Walhain
- Waterloo
- Wavre